# Carmichaelovo číslo
Carmichaelovo číslo je v teorii čísel takové složené přirozené číslo n, které splňuje kongruenci:
{\displaystyle b^{n-1}\equiv 1{\pmod {n}}}
pro všechna celá čísla b nesoudělná s n. Tato čísla jsou pojmenována po Robertu Carmichaelovi a jedná se o Knödelova čísla K1. Prvních 7 Carmichaelových čísel bylo objeveno již roku 1885 českým matematikem Václavem Šimerkou:
561 = 3⋅11⋅17
1105 = 5⋅13⋅17
1729 = 7⋅13⋅19
2465 = 5⋅17⋅29
2821 = 7⋅13⋅31
6601 = 7⋅23⋅41
8911 = 7⋅19⋅67

## Význam
Carmichaelova čísla jsou z hlediska Malé Fermatovy věty podobná prvočíslům, jejich složenost nelze tedy zjistit pomocí Fermatova testu prvočíselnosti.